# 문화적응
문화 적응은 사람들이 주변 문화의 요구 사항을 배우고 해당 문화에서 적절하거나 필요한 가치와 행동을 습득하는 과정이다.  이 과정의 일부로 개인 (의도적이든 아니든)을 제한, 지시 또는 형성하는 영향에는 부모, 다른 성인 및 동료가 포함된다. 성공할 경우 문화의 언어, 가치 및 의식에 역량을 부여한다.
성격은 사회화와 관련이 있다. 일부 학문 분야에서 사회화는 개인의 고의적인 형성을 의미한다. 다른 사람들은 이 단어가 신중하고 비공식적 인 문화화를 포괄 할 수도 있다.

## 같이 보기
- 시민 사회
- 이중 유전 이론
- 교육
- 민족중심주의
- 규범
- 동조 압력